# Adolfo (ort)
Adolfo är en ort i Brasilien.   Den ligger i kommunen Adolfo och delstaten São Paulo, i den södra delen av landet, 600 km söder om huvudstaden Brasília. Adolfo ligger 434 meter över havet och antalet invånare är 3 710.
Terrängen runt Adolfo är platt. Runt Adolfo är det ganska glesbefolkat, med 23 invånare per kvadratkilometer.. Närmaste större samhälle är Ubarana, 10,9 km nordväst om Adolfo. 
Omgivningarna runt Adolfo är en mosaik av jordbruksmark och naturlig växtlighet.